# Facultatea de Agricultură a Universității de Științe Agricole și Medicină Veterinară din Cluj-Napoca
Facultatea de Agricultură din Cluj este una dintre cele mai vechi instituții de învățământ din România. În prezent, Facultatea de Agricultură din Cluj oferă toate formele de învățământ superior, de la studiile de licență, la masterat și doctorat.
Facultatea pregătește:
```
   * Specialiști pentru învățământul universitar, preuniversitar și pentru cercetare științifică
   * ingineri agronomi pentru agricultură și domeniile adiacente acesteia
   * ingineri diplomați pentru zona montană
   * ingineri diplomați pentru industria alimentară
   * specialiști în domeniul controlului calității produselor alimentare
   * ingineri diplomați în protecția mediului
   * Specialiști în ferme private, individuale sau de tip asociativ cu profil agricol
   * Specialiști pentru exploatațiile agricole din zona montană
   * profesorilor licențiați în biologie
   * Specialiști pentru dezvoltarea turismului rural
   * Specialiști pentru centre de consultanță, agenții de mediu și centre de cercetare
   * Specialiști - experți în controlul produselor alimentare
   * Experți în controlul calității alimentelor pe fluxuri tehnologice
   * Specialiști în organisme de asistență tehnică și științifică, oficii de consultanță, direcții județene pentru agricultură și alimentație, alte organisme specializate ale Ministerului Agriculturii, Pădurilor și Dezvoltării Rurale
   * Specialiști în unitățile urbanistice de gospodărire comunală și spații verzi, de organizare a teritoriului și protecția mediului
   * Specialiști pentru unitățile de prelucrare a produselor animale
   * Specialiști pentru centrele de colectare și achiziționare a materiilor prime animale
   * Experți, consilieri și funcționari în cadrul primăriilor și consiliilor locale
   * Specialiști în firme de consultanță și agenții teritoriale de mediu
   * masteranzi pe domeniile aferente specializărilor existente
   * doctorat, cu frecvență și fără frecvență, în domeniile consacrate
   * Cercetare – abordarea unor aspecte de cercetare fundamentală și aplicativă în domeniile: agricultură, industrie alimentară, ingineria mediului, biologie aplicată în agricultură
   * Activitate de extensie în domeniul agricol, prin cazuri de perfecționare și postuniversitare
```